# Grammaire LR-attribuée
 (décembre 2016).
Une grammaire LR-attribuée est un type spécial de  grammaire attribuée.
Elle permet aux attributs d'être évalués par un parseur LR. Ainsi, l'évaluation d'attributs est incorporée
de manière commode dans un parseur ascendant.
zyacc est fondé sur une grammaire L-attribuée.
Les grammaires attribuées sont un sous-ensemble des grammaires LR-attribuées où les attributs peuvent être évalués par une
traversée de gauche à droite de l'arbre syntaxique abstrait. Elles sont un sur-ensemble des grammaires S-attribuées qui n'autorisent que les attributs synthétisés.
Avec yacc, un hack répandu consiste à utiliser des variables globales pour simuler les attributs hérités et donc l'attribution
de type LR.